# Concile de Rimini
Le concile de Rimini est un synode qui se réunit entre le mois de mai et le 10 octobre 359 dans la ville d'Ariminum (aujourd'hui Rimini), en Italie du Nord à la demande de l'empereur romain Constance II.
Les évêques de Vienne et de Narbonne suivent leur chef, l'évêque d'Arles Saturnin à ce concile qui définit un dogme différent du symbole de Nicée (dogme arien). 

## Contexte
En 358, l'empereur romain Constance II demande la tenue de deux conciles, l'un rassemblant les évêques occidentaux à Ariminum (actuelle Rimini) et l'autre rassemblant les évêques orientaux (prévu à Nicomédie mais qui se tient finalement à Séleucie d'Isaurie), pour résoudre la controverse arienne sur la nature de la divinité de Jésus-Christ, qui divise l'Église du IVe siècle.

## Déroulement
Le concile de Rimini s'ouvre en mai 359, en présence de 400 évêques d'Occident. Dès l'ouverture du concile, les délégués de l'Orient présentent une formule de foi rédigée au préalable, compatible avec l'homéisme, qui soutient que le Fils est « semblable » au Père et non de « même substance », comme le défendait le symbole de Nicée. 
Constance II enjoint les évêques à adopter le nouveau credo. Les évêques d'Occident restent dans un premier temps fidèles au mot de « substance ». Le 21 juillet 359, le concile dépose les évêques illyriens Ursace de Singidunum et Valens de Mursa, envoyés par l'empereur,. Une délégation de dix évêques, menée par l'évêque de Carthage Restutus, se rend par la suite auprès de l'empereur afin d'exprimer les sentiments des évêques, mais elle est confinée à Niké par Constance, qui refuse de la recevoir. 
Des théologiens ariens convainquent la délégation de capituler et d'adopter la nouvelle formule. De retour à Rimini, celle-ci participe à convaincre les autres évêques d'Occident de recevoir le nouveau credo. Dans le même temps, le préfet du prétoire d'Italie, Taurus, est chargé par l'empereur de garder les évêques sur place et de faire pression sur eux pour les convaincre d'adopter la nouvelle formule de foi.
Pour réduire les derniers récalcitrants, Valens accepte de joindre des explications supplémentaires au credo. Au terme des délibérations, Misonius de Byzacène donne lecture de la nouvelle formule, qui est acceptée à l'unanimité le 10 octobre 359.

## Conclusion du synode
La majorité des 400 évêques présents est fidèle au symbole de Nicée, mais signe un formulaire homéen sous la contrainte. La victoire obtenue par les ariens est exploitée pour obtenir une même décision au concile de Séleucie. En 360, Constance II convoque les évêques à Constantinople pour entériner le nouveau credo au cours d'un nouveau concile.
Le concile de Rimini est considéré comme une défaite pour le trinitarisme. Le pape Libère, défenseur du concile de Nicée, rejette le nouveau credo peu après le concile. Contemporain du concile, le moine Jérôme de Stridon écrit : « presque toutes les églises dans le monde entier sont souillées au nom de la paix et du monarque du fait de la collusion des ariens ». Hilaire de Poitiers, qui participe au concile de Séleucie, dénonce quant à lui la « tromperie » dont ont été victimes les évêques lors du concile de Rimini.

## Évêques participants
400 évêques majoritairement partisans de l'homoiousisme participent au concile de Rimini, parmi lesquels les évêques africains partisans du credo de Nicée Restutus de Carthage et Misonius de Byzacène. Du côté des partisans des ariens se trouvent notamment Ursacius de Singidunum, Valens de Mursa, Germinius de Sirmium et Gaius de Pannonie.